# Lee Drew
Pour les articles homonymes, voir Drew.
Lee Drew, né le 30 mai 1976 à Truro, est un joueur professionnel de squash représentant l'Angleterre. Il atteint en septembre 2003 la 45e place mondiale sur le circuit international, son meilleur classement. 

## Biographie
Il se qualifie pour les championnats du monde 2002 et 2003 mais il est éliminé au premier tour.
Après sa carrière de joueur, il travaille d'abord comme entraîneur pour Ben Coleman ou Lucy Turmel, entre autres. Aujourd'hui, il est commentateur en direct du PSA World Tour. En janvier 2014, le PSA le nomme directeur des arbitres.